# Ursula Weck
Ursula Weck (* 1951 in Ratingen) ist eine deutsche Hörspielregisseurin und -autorin.

## Wirken
Weck war Mitbegründerin und Mitglied der Musikgruppe DNS, die auf elektronische Klangkompositionen und Filmmusiken spezialisiert ist. Seit 1993 ist sie beim Hörfunk der ARD als freie Autorin und Regisseurin tätig. Seit 1997 arbeitet sie auch für die Australian Broadcasting Corporation. Sie verfasste mehrere Hörspiele und führte bei mehr als vierzig Hörspielen Regie. Als Regisseurin von Fritz Mikeschs Hörspielbearbeitung Gabriele in der gelben Zeit gewann sie 1994 den Deutschen Kinderhörspielpreis. 1991 erhielt sie den  Civis Hörfunkpreis als Sonderpreis für besondere Programmleistungen, hier  für die Produktion: Toucher le son – Den Ton berühren. Afrikanische Klänge in Paris des SFB.

## Hörspiele (Auswahl)
Autorin:
- 1988: Ulrike Haß und Ursula Weck: Meine Stimme? Hörspielprojekt mit Mädchen – Regie: Ulrike Haß (Kurzhörspiel, Originaltonhörspiel – SFB/Jugendwerkstatt E 88)

Autorin und Regie:
- 1989: Den lieben langen Tag. ein Hörspielprojekt mit Mädchen des Mädchenladens Wedding (Kurzhörspiel, Originaltonhörspiel

– WDR)
- 1992: Stimmband (auch Sprecherin) (Hörspiel – SFB)
- 1996: Berlin – Ein akustisches Tagebuch (Feature, Originaltonhörspiel – Deutschlandradio)
- 2000: Internationale Digitale Radiokunst: Fishstone (Ars acustica – SFB|ORB)
- 2001: Die Sammlerin. Entdeckung in 7 Gesängen (Original-Hörspiel – WDR)
- 2006: Global Book (1. Teil: Europa und Australien) (Originalhörspiel, Originaltonhörspiel – SWR)
- 2006: Global Book (2. Teil: Nord- und Südamerika) (Originalhörspiel, Originaltonhörspiel – SWR)

Regie:
- 1982/83: Fritz Mikesch: Nachrichten aus der Anstalt (2. bis 4. Teil) (auch Sprecherin) (Hörspiel – SFB)
- 1984: Dieter J. Dreier: Wirkungskreise (Originalhörspiel – SFB)
- 1986: Karl Edward Johnson: Melilla (Hörspiel – SFB)
- 1987: Jacqueline Crevoisier: Die bonbonrosa fluoreszierende Einkaufstasche oder Frau Marlies Hennipmann probt den Aufstand  (Hörspiel – SR)
  - Auszeichnung: Hörspiel des Monats Juli 1987
- 1987: Christine Brückner: Ungehaltene Reden ungehaltener Frauen: Effi Briest (Hörspielbearbeitung – SFB)
- 1988: Heinz Emigholz: Der begnadete Meier (Hörspiel – SFB)
- 1988: Holly-Jane Rahlens: One Fine Day oder Warum passiert ein Unglück immer am falschen Tag (Monolog – SFB/RB)
- 1989: Helke Sander: Die Geschichten der drei Damen K. (5 Teile) (Hörspielbearbeitung – SWF/SFB)
- 1990: Marijane Mayer: Eine Winterreise (Hörspiel – BR)
- 1991: Elke Marsh: Tutu und die Göttin des Vulkans (Hörspiel – SWF)
- 1992: Adolf Schröder: Abra Kadabra (Hörspiel – SR)
- 1993: Renate Görgen: Vom Melken. Die sinnlich-übersinnlichen Abenteuer des Walter Wolkenstein (Originalhörspiel – DS Kultur)
- 1994: Anonymus: Märchen und Sagen aus den Kulturen der Welt (China): Gabriele in der gelben Zeit (Hörspielbearbeitung, Kinderhörspiel – Deutschlandradio)
  - Auszeichnung: Deutscher Kinderhörspielpreis 1994
- 1996: Nina Achminow: Raya – eine Bagatelle (Originalhörspiel – ORB)
- 1998: Uta Ackermann: Das Blut der Distel (Originalhörspiel – Deutschlandradio)
- 2001: Irina Wittmer: Leonies Schirm (Originalhörspiel – Deutschlandradio)
- 2004: Nina Bouraoui: Nomaden der Worte: Ganz dazwischen (Hörspielbearbeitung – Deutschlandradio)
- 2008: António Lobo Antunes: Die zerbrochenen Hände der Engel (Hörspielbearbeitung – Deutschlandradio)